# Lubuk Ruso
Lubuk Ruso is een bestuurslaag in het regentschap Batang Hari van de provincie Jambi, Indonesië. Lubuk Ruso telt 2110 inwoners (volkstelling 2010).